# Roda di Vaèl
La Roda di Vaèl (in tedesco Rotwand; 2806 metri) è una montagna dolomitica del Gruppo del Catinaccio, nella Val di Fassa, situata tra i comuni di Nova Levante e Vigo di Fassa.

## Geologia
La Roda di Vaèl è famosa per la sua caratteristica forma triangolare; come tutte quelle del suo gruppo montuoso, è costituita di dolomia, roccia che ha avuto origine dalla sedimentazione di un'antica barriera corallina nel Triassico.

## Accessi alla vetta
La Via Ferrata Roda di Vael è una via ferrata che porta dal Passo del Vajolon alla Punta delle Masaré, inoltre è possibile raggiungere la cima attraverso la Via Ferrata del Masarè.

## Rifugi
Ai piedi della Roda di Vaèl si trovano il Rifugio Roda di Vaèl, costruito grazie a Theodor Christomannos, la Baita Marino Pederiva e il Rifugio Paolina.

## Galleria d'immagini

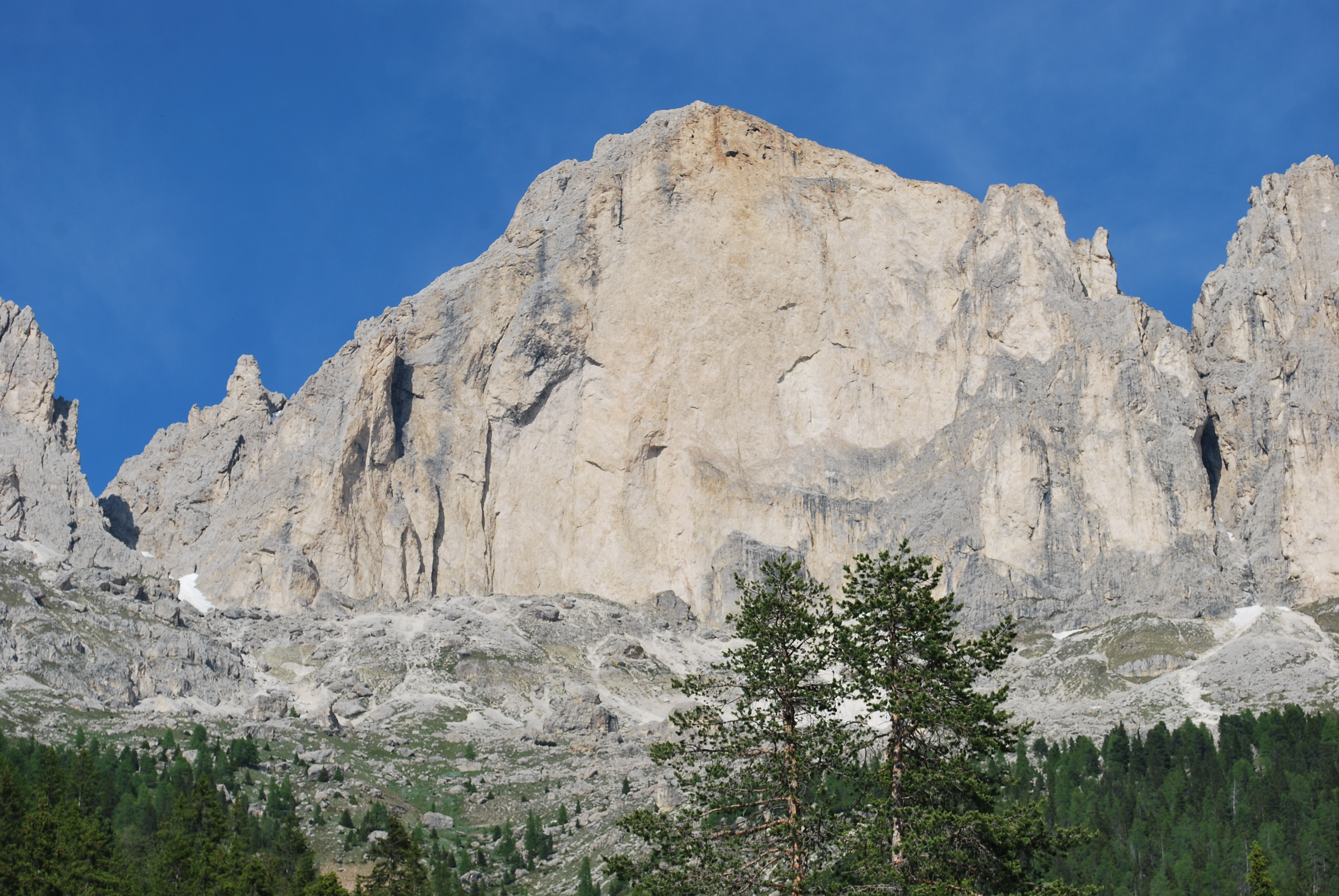
Parete Rossa
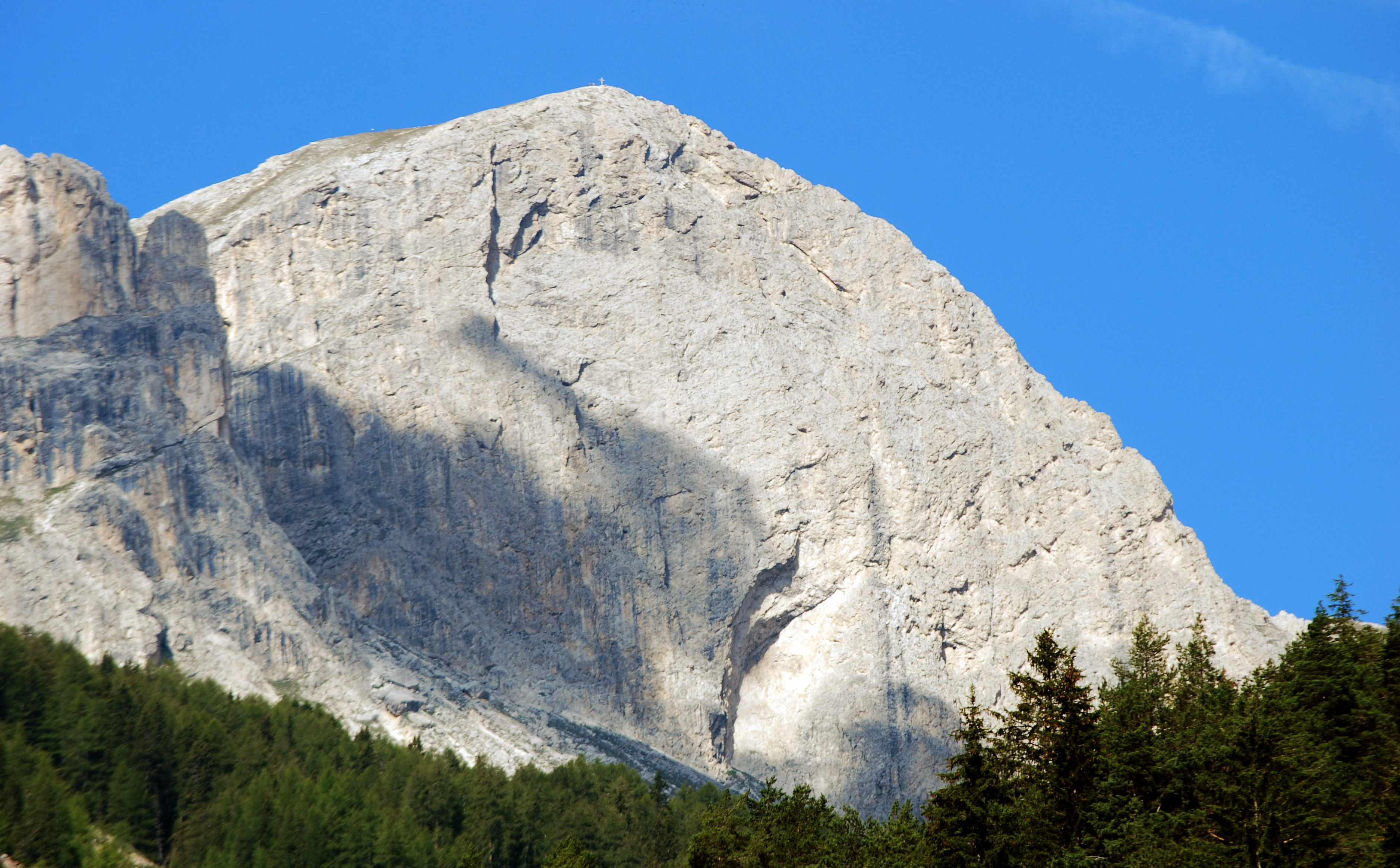
Parete est
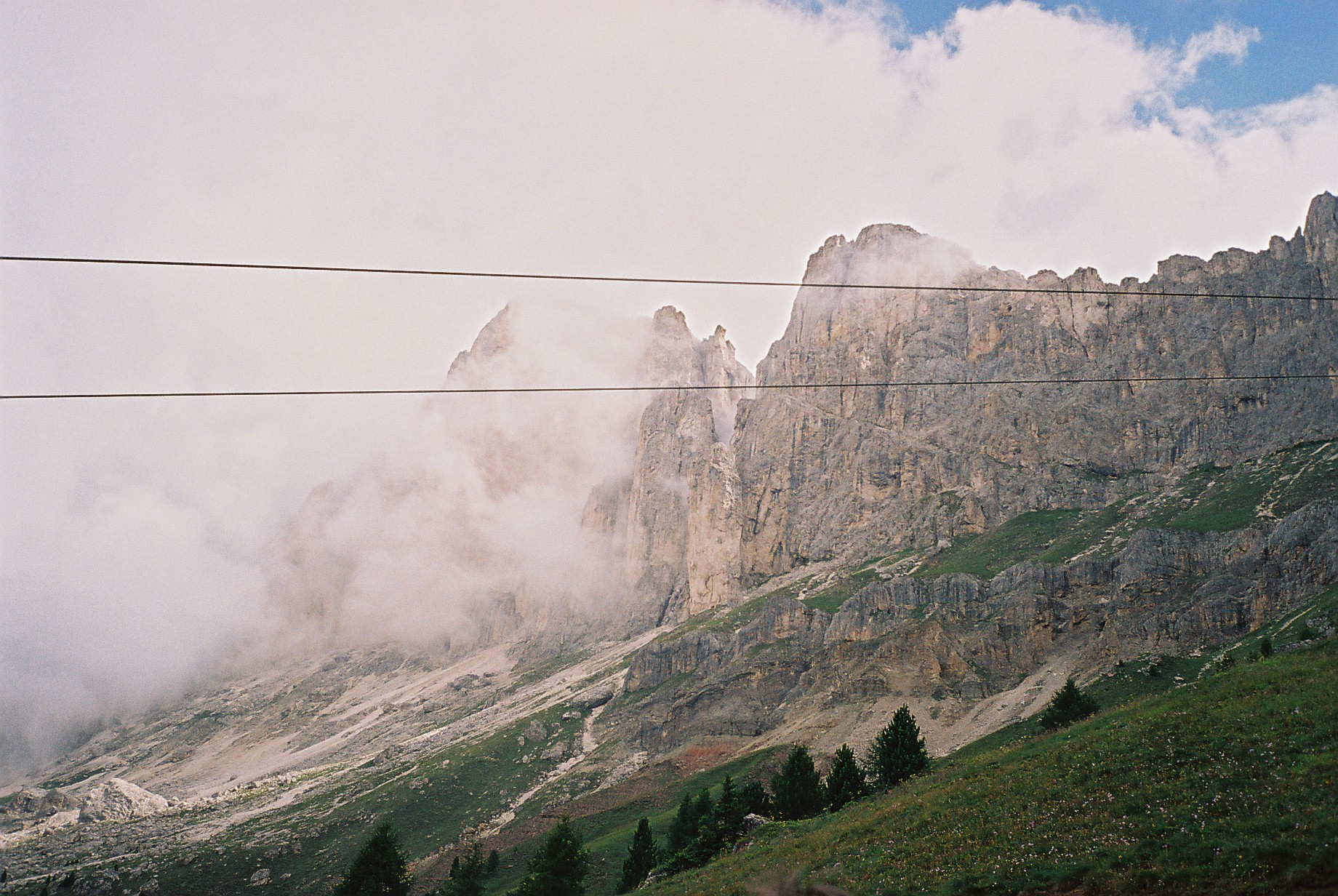
La Roda di Vaèl immersa nella nebbia
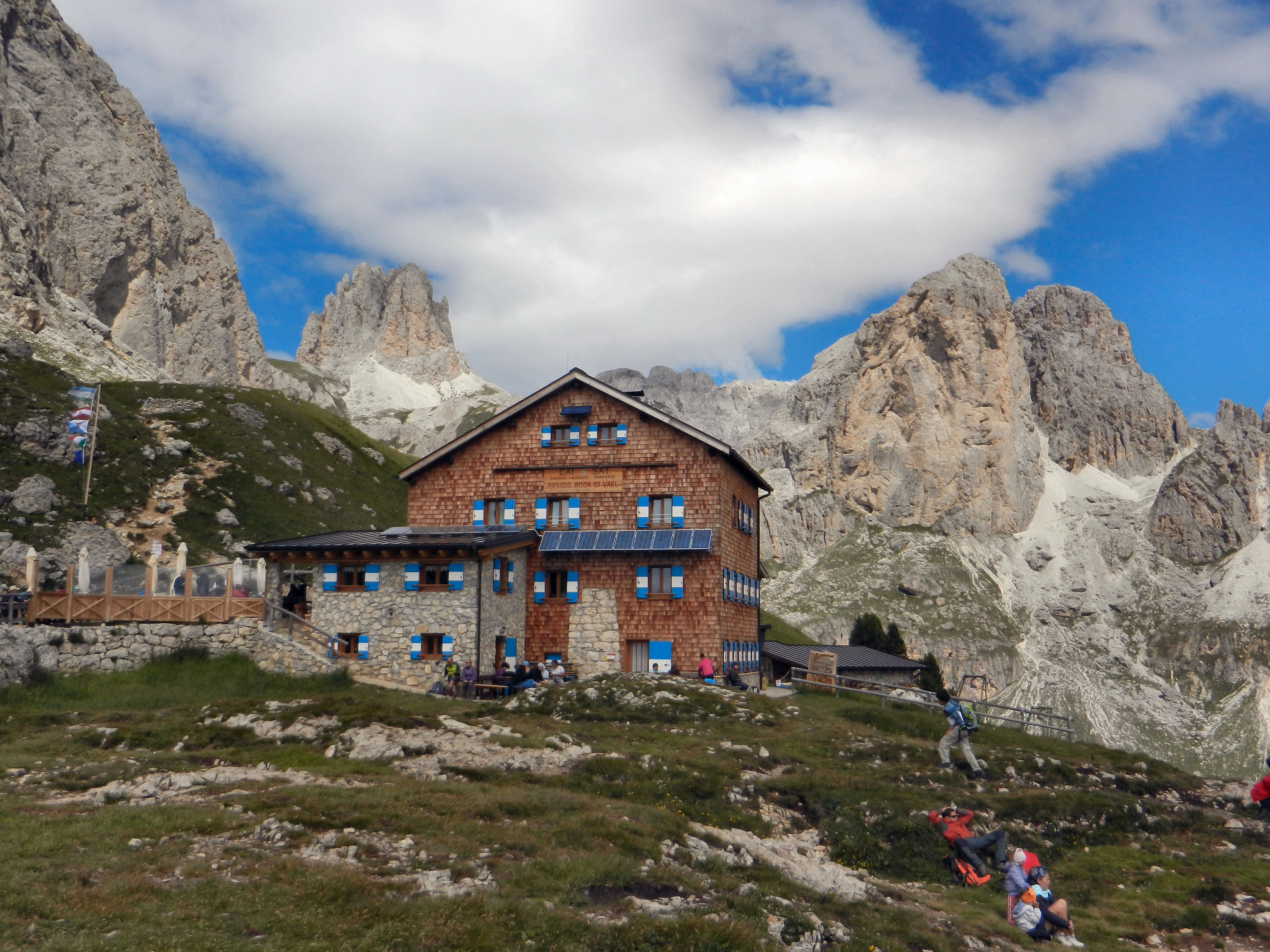
Rifugio Roda di Vaèl
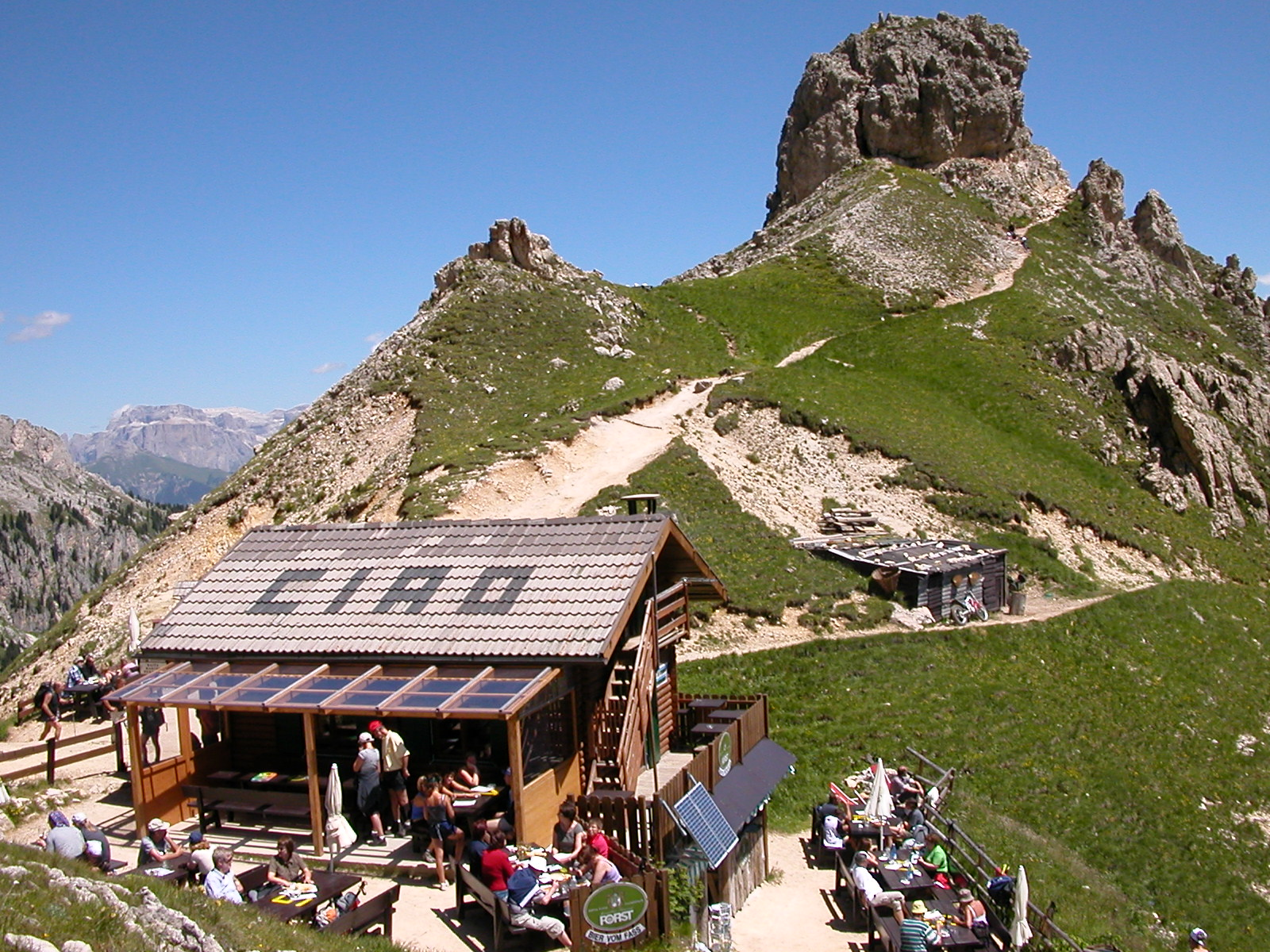
Baita Marino Pederiva